# Hippotherapie
Die Hippotherapie ist als Form des Therapeutischen Reitens ein tiergestütztes, physiotherapeutisches Verfahren, bei dem speziell ausgebildete Pferde eingesetzt werden. Sie wird in allen Altersgruppen bei Erkrankungen des zentralen Nervensystems, des Stütz- und Bewegungsapparats eingesetzt.

## Wirkungsweise

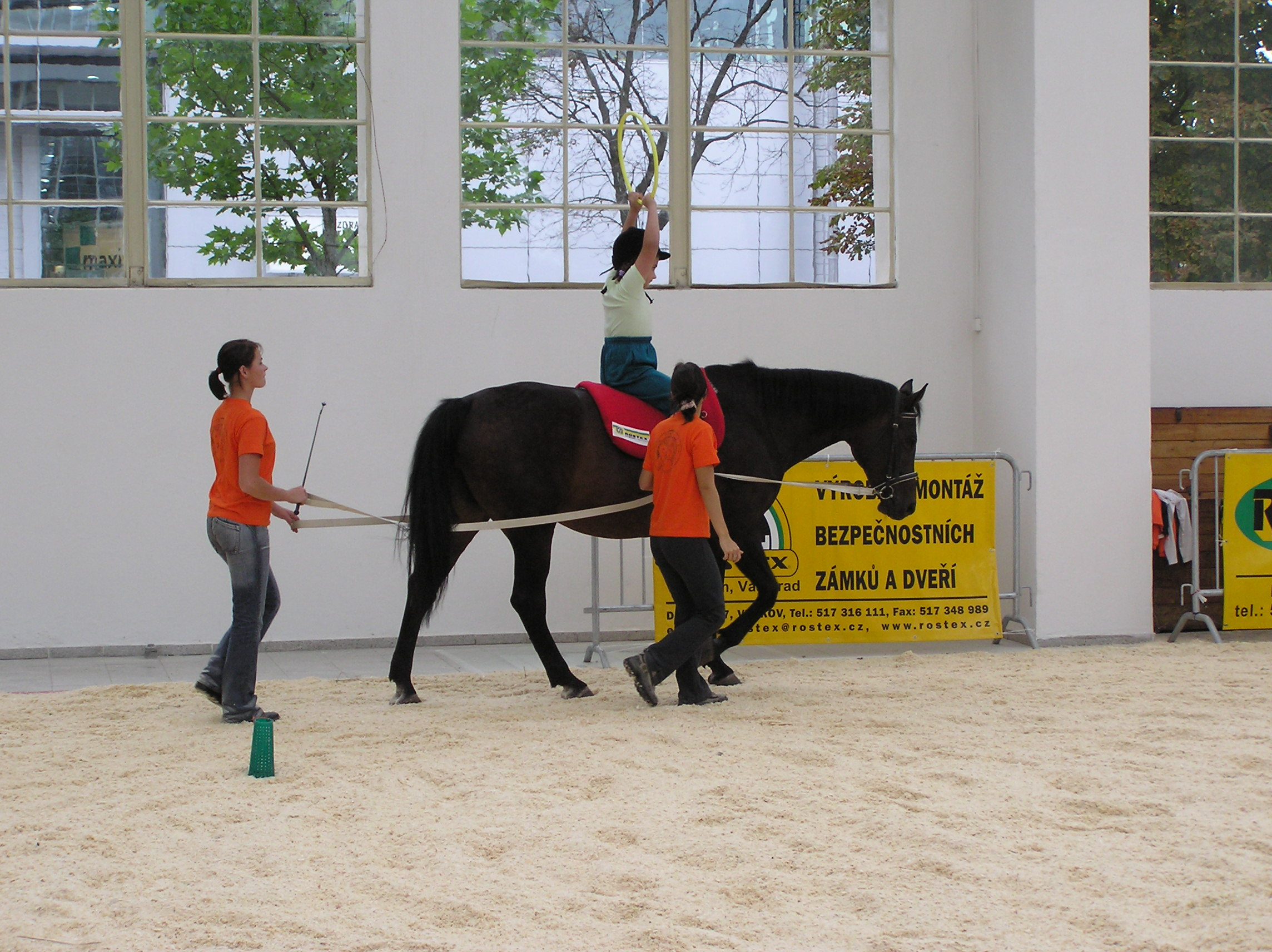
Hippotherapie

Hippotherapie ist eine Form der Krankengymnastik auf neurophysiologischer Basis. Dabei sitzt der Patient in der Gangart Schritt auf dem Pferderücken und das Therapiepferd wird als Medium verwendet, um dreidimensionale Schwingungen auf das Becken des Menschen zu übertragen. Die entstehenden Impulse ermöglichen das Training der Haltungs-, Gleichgewichts- und Stützreaktionen sowie eine Normalisierung der Muskelspannung. Dies erleichtert auch die Bewältigung des Alltags.
Ein heilender Effekt soll hier vor allem dadurch erreicht werden, dass sich der menschliche Körper auf die Impulse, die durch das sich bewegende Pferd verursacht werden, neu einpendeln muss. Dabei werden alle Bewegungsachsen sowie Torsionsbewegungen genutzt.
Zugleich kann das Pferd als Motivationshilfe dienen, indem es Therapeuten den Zugang zu Patienten ermöglicht. Auch bietet sich die Chance, durch Anwendung der Hippotherapie der so genannten Mattenmüdigkeit oder Therapieverdrossenheit beizukommen.

## Anwendung

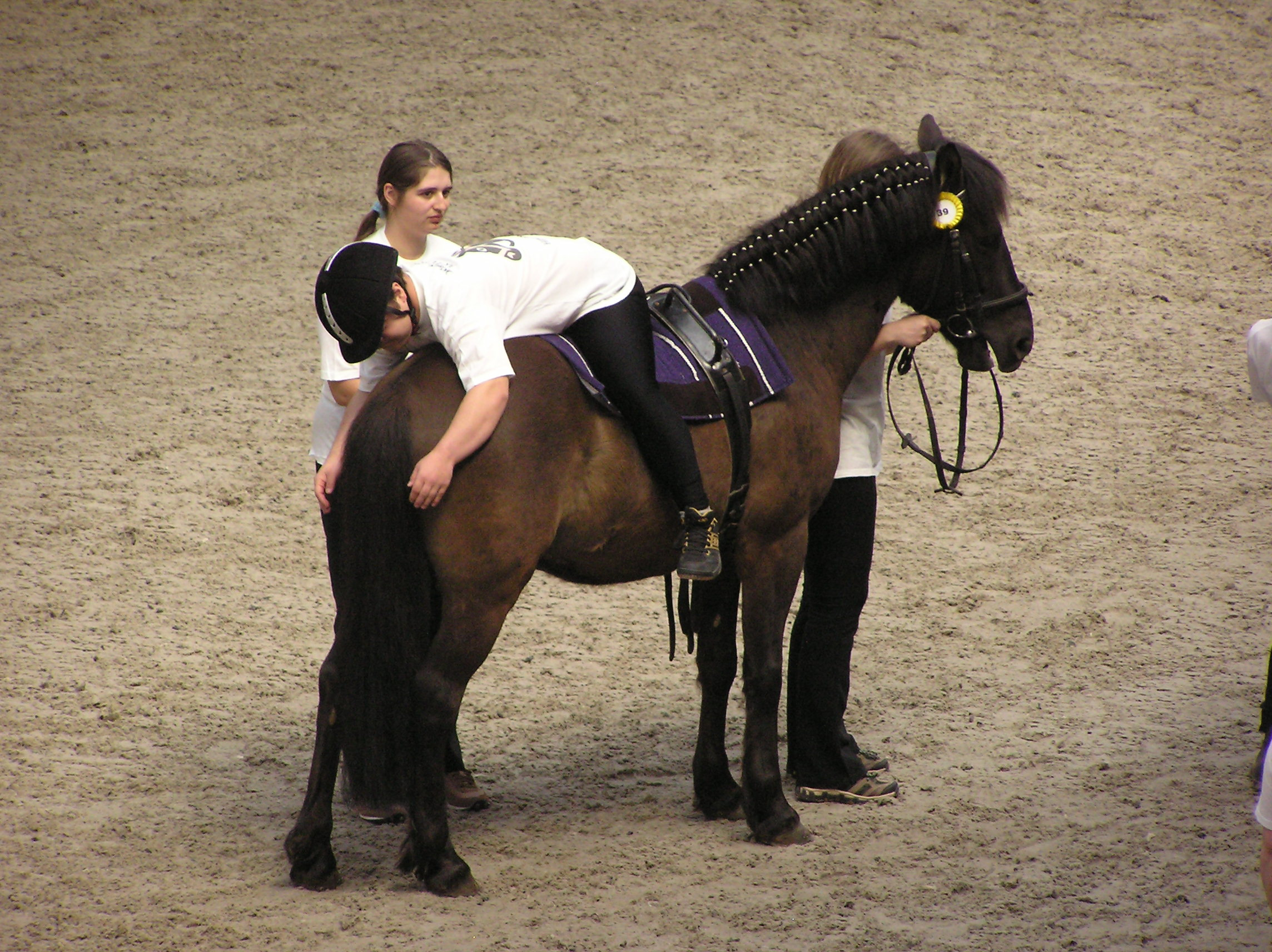
Hippotherapie

Halbseitig gelähmte Menschen (Hemiparese) können ein Gefühl für ihre Körpermitte entwickeln. Menschen mit Gliedmaßenschäden (Dysmelie) und folgender Verkrümmung des Stützapparates stabilisieren ihre Muskulatur, lernen korrigierende Haltungen und verhindern so auch Gelenkfehlstellungen. Zugleich wird die Muskelspannung (Muskeltonus) positiv beeinflusst; schlaffe Muskeln spannen sich an, spastische, also zu stark gespannte, Muskulaturen geben nach. Dadurch wird die gesamte Haltung, vor allem aber die des Oberkörpers, geschult und das Balancegefühl wird verbessert.

## Kontraindikationen
Nicht angewendet werden soll die Hippotherapie bei Patienten mit Entzündungen der Wirbelsäule oder medikamentös nicht gut eingestellten Anfallsleiden, mit einem aktiven Schub bei Multipler Sklerose, bei Gefahr von Thrombosen oder Embolien, Bluterkrankheit oder Pferdehaar-Allergie.

## Ausbildung zum Hippotherapeuten
Physiotherapeuten und Ergotherapeuten, die Hippotherapie anbieten wollen, können hierzu eine Zusatzqualifikation erwerben, die unter anderem vom Deutschen Kuratorium für therapeutisches Reiten in Warendorf oder von der Europäischen Akademie für Equine Seminare in der Nähe von Hannover angeboten wird. Für die Schweiz kann sie entweder in Basel oder bei der Deutschen Gruppe Hippotherapie in Süddeutschland erworben werden. Die ZHW in Winterthur bietet eine weitere Ausbildungsmöglichkeit an.

## Kritik
Der Hauptkritikpunkt an der Hippotherapie ist der hohe finanzielle Aufwand im Vergleich zu anderen therapeutischen Verfahren ohne nachgewiesenen höheren Nutzen. Obwohl in Deutschland schon 1982 bei einer Krankenkasse die Kostenübernahme einer Hippotherapie beantragt wurde, erging erst 2002 ein Urteil des Bundessozialgerichts (Urteil vom 19. März 2002, Az. B 1 KR 36/00 R), wonach die Therapie nicht von der Krankenkasse finanziert werden muss. Es stützte sich dabei vor allem auf eine fehlende Anerkennung durch den Gemeinsamen Bundesausschuss der Ärzte und Krankenkassen.
Das Bundesministerium für Gesundheit hat am 20. Juni 2006 mitgeteilt, dass ein therapeutischer Nutzen der Hippotherapie nicht nachgewiesen ist und die Therapie daher als nicht verordnungsfähiges Heilmittel zu führen ist.
Andererseits hat sich die Hippotherapie bei Erkrankungen, die mit einem erhöhten Muskeltonus einhergehen (z. B. Spastik), als effektiv und als geeignetes Verfahren zur Behandlung der Myalgien bei myotoner Dystrophie Typ 2 erwiesen.

## Rezeption
Im deutschen Dokumentarfilm Stiller Kamerad (2017) spielt die Hippotherapie eine ausschlaggebende Rolle.